# Oxytropis iranica
Oxytropis iranica är en ärtväxtart som beskrevs av I.T. Vassilczenko. Oxytropis iranica ingår i släktet klovedlar, och familjen ärtväxter. Inga underarter finns listade i Catalogue of Life.